# جيزيبروسينا
جيزيبروسينا (بالسيريلية Јежепросина) هي قرية في البوسنة والهرسك. وهي تقع في بلدية كونييتش التابعة لكانتون الهرسك-نيريتفا في اتحاد البوسنة والهرسك. طبقا لنتائج تعداد البوسنة عام 2013 فقد كان عدد سكانها 23 نسمة.

## التركيبة السكانية

### التطور التاريخي للسكان
| 1961 | 1971 | 1981 | 1991 | 2013 |
| ---- | ---- | ---- | ---- | ---- |
| 151  | 167  | 119  | 69   | 23   |

### توزيع السكان حسب الجنسية (1991)
في عام 1991 كان عدد سكان القرية 69 نسمة وكانوا جميعأ من المسلمين (البوشناق).

## وصلات خارجية
- Maplandia (بالإنجليزية)